# Isabelle Dolezalek
Isabelle Dolezalek (* 1981) ist eine deutsche Kunsthistorikerin und Professorin an der TU Berlin.

## Leben
Dolezalek studierte europäische Kunstgeschichte sowie Kulturgeschichte an der University of London. Nach diesem Master of Arts studierte sie vergleichende Geschichtswissenschaft mittelalterlicher Gesellschaften an der Université Lyon II und schloss dieses Studium mit einem weiteren Master of Arts ab. 2013 promovierte sie an der Freien Universität Berlin. 
Von 2019 bis 2024 war sie Juniorprofessorin für Kunstgeschichte mit dem Schwerpunkt Mittelalter an der Universität Greifswald. Im selben Jahr wurde sie in die Junge Akademie aufgenommen, eine interdisziplinäre Forschungsplattform für den wissenschaftlichen Nachwuchs. Seit 2024 leitet sie als ordentliche Professorin das Fachgebiet Kunstgeschichte der Vormoderne mit dem Schwerpunkt Materialität an der Technischen Universität Berlin.

## Auszeichnungen
- 2015: Nachwuchspreis des Mediävistenverbands e. V.
- 2023: Heinz-Maier-Leibnitz-Preis

## Schriften (Auswahl)
- Arabic script on Christian kings: textile inscriptions on royal garments from Norman Sicily. De Gruyter, Berlin 2017 (=Das Mittelalter. Beihefte, 5)
- mit Bénédicte Savoy, Robert Skwirblies (Hrsg.): Beute. Eine Anthologie zu Kunstraub und Kulturerbe. Matthes & Seitz, Berlin 2021